# Lithasia armigera
Lithasia armigera é uma espécie de gastrópode  da família Pleuroceridae.
É endémica dos Estados Unidos da América.
Foi avaliada pela Lista Vermelha de Espécies Ameaçadas da IUCN em 1996, sendo listada como vulnerável sob os critérios A1ce.